# Slawische Vornamen

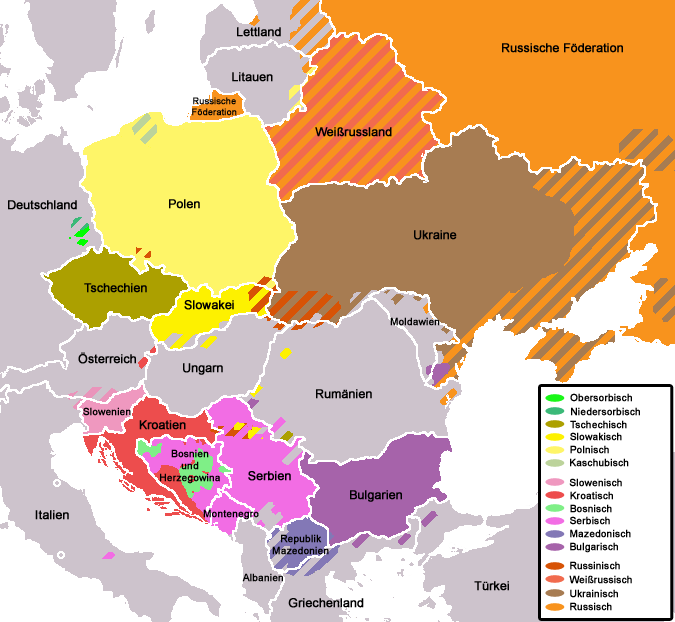
Verbreitung der slawischen Sprachen in Europa

Vornamen slawischer Herkunft leiten sich von den slawischen Sprachen ab und sind demzufolge in den slawischsprachigen Ländern verbreitet.
Slawische Vornamen haben oft einen vorchristlichen oder mittelalterlichen Ursprung und können eine friedfertige oder eine kriegerische Bedeutung haben. Im Unterschied zu anderen Kulturkreisen beziehen sie sich nicht direkt auf Götter oder Waffen. Als Ausnahmen gelten Mieczysław  (von „Miecz“, das Schwert) sowie Namen mit dem Präfix/Suffix „Bog, Boh“ (Gottheit, z. B. Bogdan).
Slawische Vornamen bezeichnen in der Regel Charaktereigenschaften, verbunden mit dem Wunsch für ein glückliches Leben des Namensträgers.

## Geschichte der slawischen Vornamen
In vorchristlicher Zeit hatten Kinder bis zum Alter von sieben bis zehn Jahren einen „Ersatzvornamen“, z. B. Niemój („nicht von mir“), Nielub („nicht geliebt“), was den Wert des betreffenden Kindes herabsetzen sollte, um es vor bösen und übelwollenden  Mächten zu schützen. Der Grund dafür war die hohe Sterblichkeitsrate der Kinder  in dieser Zeit. Ein Kind, das sieben bis zehn Jahre überlebte, erhielt den „Erwachsenenstatus“ durch das Ritual des Haarschnittes.
Vornamen slawischer Herkunft dominierten bis zum Konzil von Trient (1545–63), als das katholische Konzil beschloss, dass jeder Christ einen christlichen Vornamen tragen sollte.

### Vornamen in Polen
In Polen versuchte der Adel, vor allem die Protestanten, traditionelle Vornamen, z. B. Zbigniew und Jarosław, zu bewahren. Die anderen wählten  Vornamen aus dem christlichen Kalender, der nur wenige Heilige slawischer Herkunft, wie Kazimierz (St. Kasimir), Stanisław (St. Stanislaus), Wacław (St. Wenzel) und Władysław (St. Ladislaus), beinhaltet. Zusätzlich waren Vornamen mit Gottesbezug (z. B. Bogdan, Bogumił) erlaubt.

### Vornamen in Russland
Eine ähnliche Situation gab es in Russland. Altrussische Vornamen waren oft Spitznamen. Im 13. Jahrhundert, als die Anzahl der christlicher und nichtchristlicher Vornamen fast gleich war, ließ die Popularität der altrussischen Vornamen nach, sie wurden aber gelegentlich zu Spitznamen oder als zweite Vornamen gewählt. Altrussische Vornamen gab es bis ins 17. Jahrhundert, im Adelsstand wurden sie als „Alltagsnamen“ verwendet.

## Slawische Vornamen heute
Während der nationalen Wiederbelebung in Polen und Russland gewannen traditionelle Vornamen, vor allem von früheren Herrschern und historischen Helden, an Popularität. In Polen lebten alte Vornamen, wie Bronisław, Bolesław, Dobiesław, Dobrosław, Jarosław, Mirosław, Przemysław, Radosław, Sławomir, Wiesław, Zdzisław, Zbigniew, wieder auf und neue wurden erstellt, z. B. Lechosław, Wieńczysław. Heute werden traditionelle slawische Vornamen auch bei christlichen Taufen akzeptiert.

## Bedeutung von slawischen Vornamen (Beispiele)

### Einstämmige Namen
Weibliche Vornamen:
Vera (Glaube), Nadia (Hoffnung), Vesela (glücklich), Duša (Seele), Zlata (golden), Zora (Dämmerung), Sveta (Licht, heilig oder stark), Mila (Liebe, Güte), Dobra (gute), Ljuba (Liebe), Kveta, Cveta (Blume), Vesna (Frühling), Slava (Ruhm), Mira (Frieden), Rada (glücklich), Brana (zu verteidigen), Živa (lebendige), Żywia (Leben), Miluša (nett), Snežana (Schneefrau), Jasna, Jagoda (Beere), Kalina (Eberesche)...
Männliche Vornamen:
Lech, Vlad (Macht, herrschen), Ognjen (Feuer), Dušan (Seele), Vuk (Wolf), Radost (Glück), Miłosz, Miloš (Liebe), Borya (Kampf), Zdravko (Gesundheit), Dragan (Kostbare, geliebte), Gniew (Wut, wütend), Darko (Geschenk), Nemanja (ohne Besitz), Nebojša (furchtlos),  Goran, Lasota (Waldmann), Nayden (gefunden), Plamen (Feuer), Yasen (Aschenbaum), Mladen (jung)…

### Zweistämmige Namen
Zweistämmige Namen sind Namen, die aus zwei gleichberechtigten Lexemen bestehen, wie zum Beispiel der Name Bogdan, der sich zusammensetzt aus Bog (Gott) + dan (gegeben). Weibliche Äquivalente enden normalerweise mit dem Vokal 'a' (z. B. Bogusław - Bogusława).
| Präfix oder Suffix       | Bedeutung                     | Beispiele                                                                  |
| ------------------------ | ----------------------------- | -------------------------------------------------------------------------- |
| bog, boh                 | Gott, Schicksal, reich, Glück | Bogna, Bogdan, Bohumil, Bogusław                                           |
| bor                      | Kampf, Kämpfer                | Borislaw, Velibor, Ratibor, Sambor                                         |
| bron, bran               | verteidigen, kämpfen          | Bronisław, Branimir, Barnim                                                |
| ciech, tech, tješ        | glücklich, Genuss             | Wojciech, Sieciech, Božetech, Tješimir                                     |
| cze, cti, ča, če         | Ehre                          | Czesław, Ceslaus, Ctibor                                                   |
| dan, dar                 | Gabe, Geschenk                | Božidar, Damir, Slobodan                                                   |
| dobro                    | gut, Güte                     | Dobrogost, Dobroslav, Dobrawa                                              |
| dom                      | Haus                          | Domasław, Domoľub, Domamir                                                 |
| drag, droh, droh         | kostbar, geliebt              | Predrag, Dragutin, Dragan, Dragoslav, Drogomysł                            |
| gnev, hnev, gniew        | Wut, wütend                   | Zbigniew, Gniewomir, Spytihněv                                             |
| gost                     | Gast                          | Radogost, Dobrogost, Gostomysl                                             |
| jar                      | Sonne, Frühling, scheinen     | Jaromir, Jaroslav, Jaropolk, Jarmila                                       |
| lub, ljub, l'ub          | Liebe, Bevorzugung            | Ljubomir, Luboš, Ljubow, Slawoljub                                         |
| lud, ljud                | Menschen                      | Ludmila, Ludomir                                                           |
| mil, mił                 | Liebe, Bevorzugung            | Milena, Milan, Miloš, Ludmila, Jarmila                                     |
| mir, měr, mierz          | Frieden, Welt, Prestige       | Wladimir, Jaromir, Sławomir, Ljubomir, Kasimir, Miroslav                   |
| mysl, mysł               | Gedanke                       | Premysl, Gostomysl, Przemysław                                             |
| polk, pluk, pełk         | Heer                          | Svätopluk, Jaropolk, Jaropełk                                              |
| rad                      | Freude, Bemühen               | Radomir, Radosław, Radmila, Milorad                                        |
| slav, sław               | Ruhm                          | Stanisław, Bronisław, Wladyslaw, Boleslaw, Rostislaw, Zdzisław, Mieczysław |
| svjat, svet, svät        | Licht, heilig, stark          | Swjatoslaw, Svätopluk, Swetlana                                            |
| vjače, wence, vac, więce | mehr, groß                    | Wizlaw, Václav, Vjačeslav, Wiesław                                         |
| vlad/volod/wład          | Macht, herrschen              | Wladimir, Wladyslaw, Wsewolod, Rogwolod                                    |
| voj, woj                 | Krieg, Krieger                | Wojciech, Vojislav                                                         |

## In Deutschland: Obersorbische Beispiele
Obersorbische Vornamen sind beispielsweise:
Weibliche Vornamen:
Božena, Dobysława, Lubina, Ludmila, Měrana, Milena, Milenka, Mječisława, Rodźisława, Wjacława, Wojćisława...
Männliche Vornamen:
Bohuměr, Bronisław, Česćiměr, Dobysław, Horisław, Jaroměr, Milan, Mirko, Mirosław, Mječisław, Radoměr, Stani, Stanij, Stanisław, Wjacław, Wjeleměr, Wójsław...